# Маронас
Ма̀ронас (на гръцки: Μάρωνας) е изоставено село в Кипър, окръг Пафос. Според статистическата служба на Република Кипър през 2001 г. селото няма жители.
Намира се на 3 км северно от Архимандрита.